# Hisonotus hungy
Hisonotus hungy är en fiskart som beskrevs av Azpelicueta, Almirón, Casciotta och Koerber 2007. Hisonotus hungy ingår i släktet Hisonotus och familjen Loricariidae. Inga underarter finns listade i Catalogue of Life.